# Richard Steele
Richard Steele (Dublino, 1671 – Camarthen, 1º settembre 1729) è stato uno scrittore, saggista, politico e drammaturgo britannico.
Studiò a Oxford; intrapresa la carriera militare, entrò nelle Horse Guards, quindi fu nominato capitano delle Life Guards nel 1700. Designato gazzettiere dal ministro Harvey, fu poi due volte deputato al Parlamento.
La sua prima opera, The Christian Hero ("L'eroe cristiano", del 1701), è un'esaltazione dell'ideale puritano della borghesia in ascesa; lo stesso tono moralistico-didattico è al fondo delle sue opere di teatro, per il quale creò la commedia sentimentale: una, soprattutto, riscosse notevole successo, The Conscious Lovers ("Gli amanti coscienziosi", del 1722).
L'importanza di Steele nella storia letteraria inglese è soprattutto quella di fine saggista e di precursore del giornalismo. Nel 1709, infatti, sotto lo pseudonimo di Isaac Bickerstaff, fondava il giornale The Tatler ("il chiacchierone"), cui si associò l'amico Joseph Addison, dove pubblicava saggi a sfondo morale, dissertazioni sul costume, commenti - pieni di equilibrato buonsenso e di fine umorismo - su avvenimenti e personaggi.
Chiuso The Tatler nel 1711, Steele divenne collaboratore di Addison al giornale da lui fondato, The Spectator (1711-1712).
Dopo l'esperienza dello Spectator, i due fondarono in collaborazione The Guardian, The Englishman ed altri periodici, che tuttavia ebbero breve durata.